# هایدی هورتن
هایدی هورتن (انگلیسی: Heidi Horten; ۱۳ فوریهٔ ۱۹۴۱) کارآفرین، سرمایه‌دار و نیکوکار اهل اتریش است.